# Ochrona odgromowa
Ochrona odgromowa - ogół środków technicznych mających na celu ochronę przed bezpośrednimi i pośrednimi skutkami działania wyładowań atmosferycznych w chroniony obiekt. Do środków ochrony odgromowej należą: odstępy izolacyjne, wyrównywanie potencjału, dodatkowe zabezpieczenia (ochronniki przepięciowe), ekranowanie. Uzupełnieniem ochrony odgromowej jest Ochrona przeciwprzepięciowa.
Wyróżnia się:
- Ochrona odgromowa zewnętrzna
- Ochrona odgromowa wewnętrzna

## Strefowa koncepcja ochrony odgromowej i przepięciowej
Podział obiektu budowlanego na strefy ochrony (LPZ) polega na odpowiednim doborze aparatów i urządzeń, który poziom odporności udarowej był wyższy od wartości szczytowej sygnału zakłócającego dopuszczalnego dla danej strefy. Na granicach stref stosuje się odpowiednie ekranowanie, którym może być np. zbrojenie ścian oraz ograniczniki przepięć o określonym poziomie ochrony. Strefy ochrony odgromowej dzielimy na: 0A, 0B, 1, 2, 3.

## Rodzaje ochrony odgromowej
- Ochrona odgromowa podstawowa.
- Ochrona odgromowa obostrzona.
- Ochrona odgromowa w wykonaniu specjalnym.

## Regulacja prawna i normalizacja
W Polsce ochronę odgromową reguluje prawnie rozporządzenie Ministra Infrastruktury z dnia 12 kwietnia 2002 (Dz. U. nr 75 poz. 690) z późniejszymi zmianami z dnia 7 kwietnia 2004 (Dz. U. nr 109 poz. 1156) oraz z dnia 12 marca 2009 (Dz. U. nr 56 poz. 461) o warunkach technicznych dla obiektów budowlanych i ich usytuowania. W artykule 53 ust. 2 tego rozporządzenia czytamy: "Budynek należy wyposażyć w instalację chroniącą od wyładowań atmosferycznych. Obowiązek ten odnosi się do budynków wyszczególnionych w Polskiej Normie dotyczącej ochrony odgromowej obiektów budowlanych". Polskie Prawo budowlane nie wymaga aby urządzenia piorunochronne były wykonane zgodnie z zaleceniami Polskich Norm. Z chwilą wstąpienia Polski do Unii Europejskiej Polskie Normy straciły charakter obligatoryjny i projektant może skorzystać z norm dowolnego kraju członkowskiego w tym nawet z norm niezharmonizowanych. Od 2008 roku została przyjęta norma PN-EN 62305 o "Ochronie odgromowej". Norma ta składa się z czterech części: część 1 Wymagania ogólne, część 2 Zarządzanie ryzykiem, część 3 Uszkodzenia fizyczne obiektów budowlanych i zagrożenie życia, część 4 Urządzenia elektryczne i elektroniczne w obiektach budowlanych.
Część pierwsza poświęcona została ogólnej charakterystyce zagrożenia piorunowego oraz urządzeń ochrony odgromowej i przepięciowej. W części drugiej przedstawiony jest szczegółowy algorytm szacowania ryzyka piorunowego. Na tej podstawie można określić czy dla danego obiektu należy wdrożyć jakieś środki ochronne, a jeśli tak to jakie i w jakim miejscu obiektu i jego instalacji elektrycznych. Szczegółowa charakterystyka środków ochrony zewnętrznej, czyli zwodów, przewodów odprowadzających oraz uziemień przedstawiona jest w trzecim arkuszu normy. Czwarty zaś to opis ochrony wewnętrznej, czyli ochrony przepięciowej i instalacji wyrównującej potencjały.
W opisie technicznym każdego projektu znajduje się zapis: „budować w sposób określony w przepisach oraz zgodnie z zasadami wiedzy technicznej”. Dla ochrony przed zagrożeniem wywołanym prądami piorunowymi głównym źródłem wiedzy technicznej są normy dotyczące ochrony odgromowej. Najistotniejsza wiedza z tego zakresu zebrana jest w normach:
• PN-EN 62305-1:2011 Ochrona odgromowa – Część 1: Zasady ogólne;
• PN-EN 62305-2:2012 Ochrona odgromowa – Część 2: Zarządzanie ryzykiem;
• PN-EN 62305-3:2011 Ochrona odgromowa – Część 3: Uszkodzenia fizyczne obiektów i zagrożenie życia;
• PN-EN 62305-4:2011 Ochrona odgromowa – Część 4: Urządzenia elektryczne i elektroniczne w obiektach.

## Zarządzanie ryzykiem
Przy projektowaniu instalacji odgromowej ważne jest oszacowanie ryzyka jakie niesie piorunowe wyładowanie doziemne w obiekt budowlany lub urządzenie usługowe. Oszacowanie takiego ryzyka pomoże w wyborze odpowiedniego poziomu ochrony urządzenia piorunochronnego. Zarządzanie ryzykiem zostało znormalizowane i zamieszczone w Polskiej Normie PN-EN 62305 części drugiej.